# أرت بدر
أرت بدر (بالإنجليزية: Art Bader)‏ هو لاعب كرة قاعدة أمريكي، ولد في 21 سبتمبر 1886 في سانت لويس في الولايات المتحدة، وتوفي بنفس المكان في 5 أبريل 1957.

## وصلات خارجية
- أرت بدر على موقعبيزبول رفرنس.كوم (الدوري الرئيسي) (الإنجليزية)
- أرت بدر على موقعبيزبول رفرنس.كوم (الدوري الثانوي) (الإنجليزية)
- أرت بدر على موقع جمعية أبحاث البيسبول الأمريكية (الإنجليزية)